# 側上虹燈魚
側上虹灯鱼（学名：Bolinichthys supralateralis）为輻鰭魚綱燈籠魚目灯笼鱼科虹灯鱼属的鱼类。分布於全球三大洋，屬深海魚類，深度可達40-850公尺，本魚背鰭軟條12-14枚;臀鰭軟條12-15枚，體長可達11.7公分。

## 外部連結
側上虹灯鱼的圖片 （页面存档备份，存于）

## 扩展阅读
維基物種上的相關：側上虹灯鱼